# Höversbygrotte

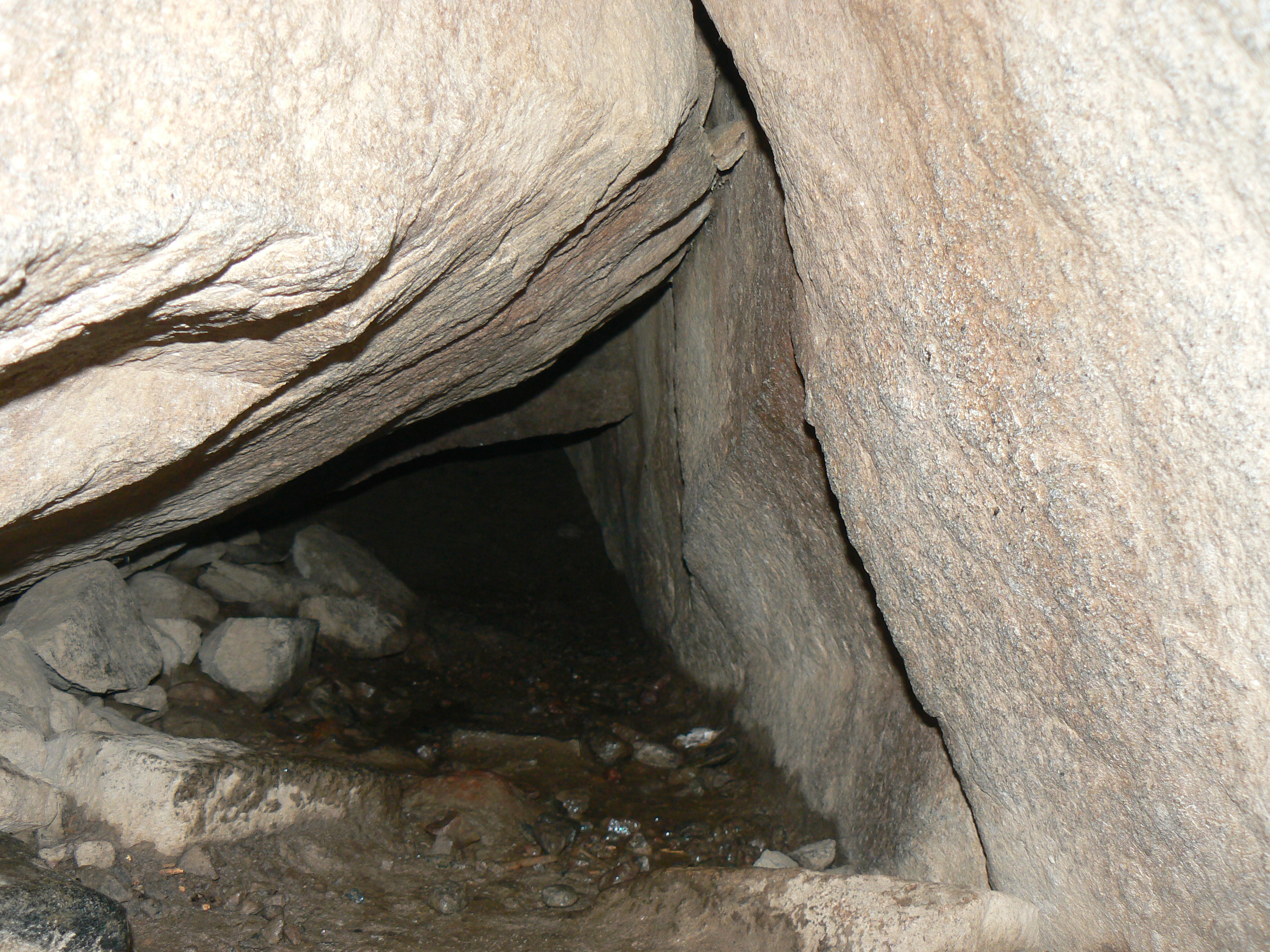
Höversbygrotte, der Eingang in die innere Kammer ist nur kriechend möglich

Die Höversbygrotte ist eine Höhlenformation in der Gemeinde Linköping. Die Höhle liegt bei Höversby im Kirchdorf Örtomta, 22 km östlich von Linköping. Die Grotte, die sich in einer stark rissigen Bergkuppe befindet, ist eine unterirdische Höhle, die aus Hohlräumen unter und zwischen Blöcken sowie Rissen im Felsen besteht.
Die Höversbygrotte hat eine Länge von fast 50 Metern und erstreckt sich über zwei Stockwerke. Durch einen schmalen Haupteingang, der nach unten abfällt, und über einen geräumigen, geneigten Raum wird eine Höhlenkammer mit voller Stehhöhe erreicht.
Am Ende der Kammer führt ein niedriger Korridor, der mehrere Meter nur im Kriechgang zu überwinden ist, zu einer weiteren Kammer, die eine niedrige Deckenhöhe besitzt. Von dieser Kammer führt ein Weg zu zwei Höhlenmündungen, die erheblich schmaler als der Haupteingang sind.